# Gianni Del Buono
Giovanni „Gianni” Del Buono (ur. 1 października 1943 w Ankonie) – włoski lekkoatleta, średniodystansowiec, dwukrotny olimpijczyk.
Zdobył brązowy medal w biegu na 1500 metrów na letniej uniwersjadzie w 1967 w Tokio. Na igrzyskach olimpijskich w 1968 w Meksyku odpadł w eliminacjach biegów na 800 metrów i na 1500 metrów. Zajął 4. miejsce w biegu na 1500 metrów na europejskich igrzyskach halowych w 1969 w Belgradzie).
Ponownie zdobył brązowy medal w biegu na 1500 metrów na letniej uniwersjadzie w 1970 w Turynie. Na halowych mistrzostwach Europy w 1971 w Sofii wywalczył brązowy medal na tym dystansie, ulegając jedynie Henrykowi Szordykowskiemu z Polski i Wołodymyrowi Pantelejowi ze Związku Radzieckiego. Odpadł w eliminacjach biegu na 1500 metrów na mistrzostwach Europy w 1971 w Helsinkach oraz w półfinale tej konkurencji na igrzyskach olimpijskich w 1972 w Monachium.
Był mistrzem Włoch w biegu na 800 metrów w 1970, w biegu na 1500 metrów w 1969 i 1973, w biegu przełajowym na dystansie 6 km w 1971 oraz w sztafecie 4 × 1500 metrów w 1970, a w hali mistrzem Włoch w biegu na 1500 metrów w 1971 oraz w biegu na 3000 metrów w 1972 i 1973.
Rekordy życiowe Del Buono:
- bieg na 1500 metrów – 3:39,3 (1 lipca 1970 w Mediolanie)
- bieg na 5000 metrów – 13:22,4 (13 września 1972 w Rzymie)

Jego córka Federica Del Buono jest również znaną lekkoatletką, biegaczką na średnich dystansach.